# Польские стрельцы
Польские стрельцы (пол. Chorągwie strzelcze, букв. стрелецкие хоругви) — конные арбалетчики, нёсшие стражу границ королевства Польского. Тактика не отличалась от других конных стрелков. Конные арбалетчики появились после (вероятнее и во время) крестовых походов как попытка создать аналог конных лучников арабов и сельджуков. Из-за скорости перезарядки конные арбалетчики были слабее половецких и монгольских всадников, но их не приходилось готовить с детства, а против рыцарей они действовали неплохо.
Похожей тактикой позднее пользовались рейтары XVI—XVII веков, но у них были уже пистолеты.

## Вооружение
Основным оружием считался арбалет с поясным крюком и стременем. При перезарядке, не слезая с коня, крюк цепляли к поясу, а тетива натягивалась движением ноги.
В качестве запасного оружия использовалась рогатина, называвшаяся «влочня», так как при использовании арбалета она свободно волочилась по земле, будучи привязанной к луке седла.